# Pepsi Americas
Pepsi Americas, Inc., av företaget skrivet PepsiAmericas, Inc.; tidigare Illinois Central Industries; IC Industries och Whitman Corporation, var en amerikansk multinationell dryckestillverkare som producerade och distribuerade Pepsicos produkter i 19 delstater i USA; Central- och Östeuropa; Centralamerika samt Västindien. De var världens näst största dryckestillverkare inom Pepsisfären. Företaget tillverkade och distriburerade också Dr Pepper och 7 Up, som inte ägdes av Pepsico, i vissa regioner som de kontrollerade.
Historiskt har de haft även intressen i fastigheter, järnväg,  livsmedelsindustrin, läkemedelsindustrin och tillverkningsindustrin.

## Historik
Företaget har sitt ursprung från 1851 när europeiska investerare lät uppföra järnvägen Illinois Central Railroad. Den 31 augusti 1962 grundades ett förvaltningsbolag för järnvägen och fick namnet Illinois Central Industries. År 1970 beslutade företaget att bredda sina verksamheter när de förvärvade dryckestillverkaren Pepsi Cola General Bottlers, Inc., bara tre år senare köpte de även Pepsi Fargo Bottling. År 1975 bytte företaget namn till IC Industries. De knoppade av järnvägen vid två tillfällen, först 1987 och sen 1989. År 1988 utökade man sin dryckestillverkning med att förvärva Delta Beverage Group. I december samma år bytte man namn till Whitman Corporation. År 1998 blev Pepsi Cola Puerto Rico Bottling Company fusionerad med Whitman. Ett år senare meddelade Pepsico att man skulle knoppa av sina dotterbolag, som tillverkade och distribuerade deras produkter, till publika självständiga företag för att effektivisera verksamheterna för alla involverande parter. Pepsi Americas grundades officiellt efter blivit avknoppad från moderbolaget senare under året. Den 30 november 2000 blev Pepsi Americas fusionerad med Whitman för 331,7 miljoner amerikanska dollar. I januari året därpå antog Whitman Pepsi Americas namn som nytt företagsnamn för koncernen. I augusti 2009 meddelade Pepsico att Pepsi Americas och konkurrenten Pepsi Bottling Group, de två största dryckestillverkarna inom Pepsisfären, skulle bli fusionerade med Pepsicos dotterbolag Pepsi-Cola Metropolitan Bottling Company, Inc. för omkring 7,8 miljarder dollar. Bara fyra månader tidigare hade Pepsico fått ett bud på sex miljarder dollar förkastad av företagens aktieägare. Fusionen slutfördes den 26 februari 2010.